# 枝川弘
枝川 弘（えだがわ ひろむ、1916年11月20日 - 2010年7月10日）は、日本の映画監督である。現代劇を専門とし、1963年以降に手がけたテレビ映画『図々しい奴』『おくさまは18歳』『アイアンキング』の監督として知られる。

## 人物・来歴
1916年（大正5年）11月20日、大阪府に生まれる。
1939年（昭和14年）、日本大学法文学部芸術学科（現在の日本大学藝術学部）を卒業し、日活多摩川撮影所に入社する。1940年（昭和15年）には軍隊に徴収され、1945年（昭和20年）に復員、同撮影所の後進である大映（現在の角川大映撮影所）に復職した。同撮影所では、田中重雄に師事した。
1950年（昭和25年）4月9日に公開された、今村貞夫のラジオ映画が製作した『人喰い熊』を監督している。当時の評判はあまり芳しくはなかった。
その後、大映東京撮影所で、同い年の鈴木英夫の助監督をもっぱら務め、1951年（昭和26年）3月3日公開の『恋の阿蘭陀坂』ではチーフ助監督を務めている。1954年（昭和29年）4月14日、満37歳のときに『五ツ木の子守唄』で再び監督としてデビューを果たしている。
1962年（昭和37年）12月26日、満46歳のときに公開された『団地夫人』が、枝川にとって、大映東京撮影所が製作した最後の劇場用映画となり、翌年1963年（昭和38年）には、大映テレビ室（現在の大映テレビ）が製作する『図々しい奴』を始めとするテレビ映画に専念する。
1964年（昭和39年）、大映を退社する。満49歳を迎える1965年（昭和40年）からは、大映テレビ室のみならず、国際放映、日活、宣弘社、C.A.Lといった製作会社で現代劇を中心に手がけた。同年には、テアトル・プロダクション（現在のメディアボックス）が製作し松竹が配給した『呼んでるぜあの風が』で、劇場用映画に復帰している。
1975年（昭和50年）12月25日、満59歳のときに女優の志賀眞津子（当時50歳）と結婚する。
満63歳を迎える1979年（昭和54年）10月30日から1980年（昭和55年）3月15日にかけて、テレビ朝日で放映された『けっぱれ!大ちゃん』が、最後の連続テレビ映画として記録されている。
2010年（平成22年）7月10日午前9時5分、東京都三鷹市内の病院で死去した。満93歳没。

## フィルモグラフィ
特筆以外はすべて「監督」である。

### 劇場用映画
- 『人喰い熊』 : 製作ラジオ映画、配給東京映画配給、1950年4月9日公開
- 『恋の阿蘭陀坂』 : 監督鈴木英夫、1951年3月3日公開 - 助監督
- 『歌う女剣劇』 : 監督西村元男、製作大映東京撮影所、1953年4月29日公開 - 脚本
- 『五ツ木の子守唄』 : 製作大映東京撮影所、1954年4月14日公開
- 『母時鳥』 : 製作大映東京撮影所、1954年7月4日公開
- 『荒城の月』 : 製作大映東京撮影所、1954年11月3日公開
- 『春の渦巻』 : 製作大映東京撮影所、1954年12月29日公開
- 『暁の合唱』 : 製作大映東京撮影所、1955年3月18日公開
- 『講道館四天王』 : 製作大映東京撮影所、1955年7月3日公開
- 『見合い旅行』 : 製作大映東京撮影所、1955年11月15日公開
- 『恋と金』 : 製作大映東京撮影所、1956年1月22日公開
- 『無法者の島』 : 製作大映東京撮影所、1956年6月1日公開
- 『第三非常線』 : 製作大映東京撮影所、1956年12月5日公開
- 『朝の口笛』 : 製作大映東京撮影所、1957年3月13日公開
- 『哀愁列車』 : 製作大映東京撮影所、1957年5月13日公開
- 『誓いてし』 : 製作大映東京撮影所、1957年9月14日公開
- 『駐在所日記』 : 製作大映東京撮影所、1957年11月5日公開
- 『新婚七つの楽しみ』 : 製作大映東京撮影所、1958年1月9日公開
- 『南氏大いに惑う』 : 製作大映東京撮影所、1958年5月19日公開
- 『嵐の講道館』 : 製作大映東京撮影所、1958年8月12日公開
- 『別れたっていいじゃないか』 : 製作大映東京撮影所、1958年10月15日公開
- 『濡れた瞳』 : 製作大映東京撮影所、1959年1月9日公開
- 『薔薇の木にバラの花咲く』 : 製作大映東京撮影所、1959年3月11日公開
- 『私の選んだ人』 : 製作大映東京撮影所、1959年5月13日公開
- 『嫌い嫌い嫌い』 : 製作大映東京撮影所、1960年2月24日公開
- 『時の氏神 新夫婦読本』 : 製作大映東京撮影所、1960年10月18日公開
- 『母桜』 : 製作大映東京撮影所、1960年11月16日公開
- 『新夫婦読本 恋愛病患者』 : 製作大映東京撮影所、1961年2月15日公開
- 『投資令嬢』 : 製作大映東京撮影所、1961年5月10日公開
- 『七人のあらくれ』 : 製作大映東京撮影所、1961年11月29日公開
- 『サラリーマンどんと節 気楽な稼業と来たもんだ』 : 製作大映東京撮影所、1962年5月12日公開
- 『団地夫人』 : 製作大映東京撮影所、1962年12月26日公開
- 『呼んでるぜあの風が』 : 製作テアトル・プロダクション、配給松竹、1965年6月12日公開

### テレビ映画
「単発」と明記されているもの以外は連続テレビ映画であり、その一部あるいは全部を監督している。
- 『図々しい奴』 : 製作大映テレビ室/TBS、1963年6月3日 - 同年9月9日放映
- 『そろりと参ろう』 : 製作大映テレビ室/TBS、1963年12月16日 - 1964年3月9日放映
- 『国際事件記者』 : 製作国際放映、1965年3月10日 - 同年7月28日放映
- 『がいな奴』 : 製作フジテレビジョン、1965年10月7日 - 1966年4月7日放映
- 『山のかなたに』 : 製作日活/NTV、1966年1月17日 - 同年4月11日放映
- 『ただいま見習中』 : 製作フジテレビジョン、1966年9月11日放映（単発）
- 『渥美清の泣いてたまるか』 : 製作TBS/国際放映、1966年4月17日 - 1968年3月31日放映
- 『エプロン父さん』 : 製作TBS、1968年10月6日 - 1969年3月30日放映
- 『胡椒息子』 : 製作TBS、1969年7月7日 - 同年10月27日放映
- 『ただいま同居中』 : 製作大映テレビ室/TBS、1970年1月6日 - 同年6月30日放映
- 『恋人はLサイズ』 : 製作大映テレビ室/フジテレビジョン、1970年5月7日 - 同年9月24日放映
- 『おくさまは18歳』 : 製作大映テレビ室/TBS、1970年9月29日 - 1971年9月28日放映
- 愛の劇場『北信濃絶唱』 : 製作大映テレビ室/TBS、1972年1月4日 - 同年3月3日放映
- タケダアワー『アイアンキング』 : 製作TBS/宣弘社、1972年10月8日 - 1973年4月8日放映
- 『走れ!ケー100』 : 製作TBS/C.A.L、1973年4月13日 - 1974年3月29日放映
- 『若い!先生』 : 製作TBS/国際放映、1974年5月13日 - 同年11月4日放映
- 『玄海の女』 : 製作フジテレビジョン、1975年3月31日 - 同年6月27日放映
- ライオン奥様劇場『異母兄弟』 : 製作フジテレビジョン、1975年11月17日 - 1976年1月2日放映
- 『天下一大物伝』 : 製作国際放映/東京12チャンネル、1976年10月5日 - 1977年3月29日放映
- 土曜ワイド劇場『死の大滑降』 : 製作大映テレビ室/テレビ朝日、1978年3月4日放映（単発）
- 『けっぱれ!大ちゃん』 : 製作国際放映/テレビ朝日、1979年10月30日 - 1980年3月15日放映
- 『心の忘れ物カメオ』 : 製作モラロジ—研究所、1979年11月完成